# 阿部企業硬式野球部
阿部企業硬式野球部（あべきぎょうこうしきやきゅうぶ）は、兵庫県神戸市に本拠地を持ち、日本野球連盟に所属していた社会人野球チーム。神戸市垂水区青山台に本社を置き、土木・警備などの事業を展開していた株式会社阿部企業が運営母体であった。

## 概要
1970年11月に社会人野球連盟加入。1970年代後半は休部状態だったが、1982年より本格的に活動を再開し、1986年、第57回都市対抗野球大会に初出場。台湾出身の陽介仁（陽岱鋼の叔父）、補強選手の岡本透投手らの活躍で川崎市・三菱自動車川崎、郡山市・ヨークベニマルに勝ち8強入り。準々決勝で横浜市・日本石油に敗れた。当時は馬淵史郎（当時は中本姓）が監督、宮岡清治がコーチを務めていた。
同年、第13回社会人野球日本選手権大会に初出場。三菱自動車水島、三菱自動車京都、川崎製鉄神戸に勝ち決勝進出した。決勝でNTT東海に敗れた。
1990年のプロ野球ドラフト会議で柴田佳主也が近鉄バファローズから4位指名を受けて入団。以降は移籍組を含めて毎年のように選手が入れ替わっていた。
1996年、「デ・パルマの英雄」と呼ばれたルルデス・グリエルが入団。グリエルは1998年にいすゞ自動車へ移籍した。
1999年限りでチームが休部となり、翌年は阿部企業アスピアクラブとなるが間もなく活動休止。また、経営者が同時期に関西野球専門学校（アスピア学園）を立ち上げて同じ兵庫県に加盟したが後に休部、閉校となった。

## 逸話
- 馬淵史郎が監督だった当時は専用グラウンドがなく、選手は夜勤後の午前中に練習していた。監督である馬淵も深夜の工事現場で警備の仕事をしていたという[4]。
- 柴田佳主也は阿部企業に所属していた当時、社業で警備員として働いていた。工事現場での警備の際にイノシシに襲われ、すんでのところで襲撃をかわし助かった。

## 沿革
- 1986年 - 都市対抗野球に初出場（準々決勝進出）。
- 1986年 - 日本選手権に初出場（決勝進出）。

## 主要大会の最高成績
- 都市対抗野球大会：8強1回（1986年・第57回）
- 社会人野球日本選手権大会：準優勝1回（1986年・第13回）

## 主な在籍選手
- 荒木慶大
- 岡本真也（投手）
- 柴田佳主也（投手）
- 面出哲志（投手）
- 陽介仁（投手）
- 藤本博史（捕手）

## 主な外国人選手
- ルルデス・グリエル（キューバ）

## 主な歴代監督
- 岡嶋博治
- 田内逸明
- 馬淵史郎[5]
- 比屋根吉信
- 香川智彦[6]
- 畑俊二
- 吉本宗泰

## 主なコーチ
- 馬淵史郎
- 宮岡清治